# Gustav Isaksen
Gustav Tang Isaksen (* 19. April 2001 in Hjerk) ist ein dänischer Fußballspieler. Der Außenstürmer steht bei Lazio Rom unter Vertrag und ist dänischer Nachwuchsnationalspieler.

## Karriere

### Verein
Gustav Isaksen wechselte von Roslev IK im nordjütischen Roslev als U12-Spieler in die Fußballschule des FC Midtjylland. Am 25. August 2019 gab er im Alter von 18 Jahren beim 2:0-Auswärtssieg gegen SønderjyskE sein Profidebüt in der Superligaen. In der Liga kam Isaksen zu insgesamt 14 Einsätzen, bevor er wegen einer Knieoperation ausfiel; der FC Midtjylland wurde zum Ende der Saison 2019/20 dänischer Meister. 
Aufgrund dessen qualifizierte sich der Verein für die zweite Qualifikationsrunde zur UEFA Champions League. Dort setzte sich der FC Midtjylland gegen Ludogorets Rasgrad durch und bezwang später den BSC Young Boys, ehe der Verein Slavia Prag rauswarf und sich somit für die Gruppenphase qualifizierte. In der Qualifikation kam Gustav Isaksen zu keinem Einsatz, in den Gruppenspielen wurde er dreimal eingesetzt und schied mit seiner Mannschaft als Letzter aus. Im Ligaalltag hatte er in der regulären Saison in 13 Partien gespielt, in der Meisterrunde kam er in neun von zehn Spielen zum Einsatz. In der Saison 2021/22 gelang Isaksen sein Durchbruch bei den Profis des FC Midtjylland, als er sich einen Stammplatz als Außenstürmer erkämpfen konnte. Mit seinem Jugendverein gewann er im Jahr 2022 den dänischen Pokal, nachdem er im Finale nach Elfmeterschießen Odense BK bezwungen wurde. Zudem spielte Gustav Isaksen während dieser Spielzeit mit dem FC Midtjylland in der UEFA Europa League und schied mit ihnen nach der Gruppenphase aus; in der darauffolgenden Zwischenrunde der neugegründeten UEFA Europa Conference League folgte das Ausscheiden gegen PAOK Saloniki.
Eine Saison später erreichte Isaksen mit seinem Verein in der UEFA Europa League die Finalrunden-Play-offs und schied dort gegen Sporting Lissabon aus. In der Liga musste man derweil in die Abstiegsrunde, allerdings konnten sie sich für die ligainternen Play-offs um die Teilnahme am internationalen Wettbewerb qualifizieren. In diesem Spiel gewannen Gustav Isaksen und der FC Midtjylland mit 1:0 gegen Viborg FF und qualifizierten sich somit für die UEFA Europa Conference League.
Im August 2023 wechselte Isaksen nach Italien in die Serie A zu Lazio Rom.

### Nationalmannschaft
Gustav Isaksen war dänischer Nachwuchsnationalspieler und kam für die U16, U17, U18, U19 und U21 zum Einsatz.

## Erfolge
FC Midtjylland
- Dänischer Meister: 2020
- Dänischer Pokalsieger: 2022